# Caravan Pictures
Caravan Pictures fue un estudio de producción subsidiaria de The Walt Disney Company. La compañía estaba compuesta por una asociación entre Disney, Jim Thorpe y Philip Anschutz. El estudio ha sido inaugurado el año 1993 y se especializaba en general en la distribución de las películas realizadas por Disney. 
Posteriormente el año 1999, Disney decidió cerrar el estudio y decidió inaugurar una nueva compañía denominada Walden Media junto con Jim Thorpe

## Filmografía
- Los tres mosqueteros (1993)
- Angie (1994)
- Amo el peligro (1994)
- Angels in the Outfield (1994)
- A Low Down Dirty Shame (1994)
- Houseguest (1995)
- Jerky Boys (1995)
- Heavyweights (1995)
- Tall Tale (1995)
- While You Were Sleeping (1995)
- The Big Green (1995)
- Prtesidentes muertos (1995)
- Powder (1995)
- Antes y después (1996)
- Celtic Pride (1996)
- First Kid (1996)
- The Rich Man's Wife (1996)
- Metro (1997)
- Grosse Pointe Blank (1997)
- Gone Fishin' (1997)
- G.I. Jane (1997)
- Washington Square (1997)
- Rocketman (1997)
- Seis días y siete noches (1998)
- Simon Birch (1998) (Distribución)
- Inspector Gadget (Película) (1999) (Coproducido con Walt Disney Pictures)